# 8414-es mellékút (Magyarország)
A 8414-es számú mellékút egy körülbelül 5 kilométer hosszú, négy számjegyű mellékút Veszprém vármegye nyugati részén, Kerta települést köti össze déli szomszédaival és a 8-as főúttal. Karakószörcsök belterületének egyetlen megközelítési útvonala.

## Nyomvonala
Apácatorna külterületén ágazik ki a 8-as főútból, annak a 104+300-as kilométerszelvénye táján, észak felé; ugyanott ágazik ki a főútból az ellenkező irányban, dél felé a 7326-os út is, Apácatorna központja és onnan tovább Veszprémgalsa irányába. Mindössze fél kilométert halad a község területén, azt követően átlépi Karakószörcsök határát. A településen Árpád utca néven húzódik végig, nagyjából az 1. és 2. kilométerei között, közben, 1,8 kilométer után keresztezi a Székesfehérvár–Szombathely-vasútvonal vágányait, Karakószörcsök megállóhely nyugati széle mellett. A 3. kilométerétől már Kerta területén húzódik, amikor pedig – nagyjából 4,5 kilométer megtétele után – beér e település lakott területére, a Táncsics utca nevet veszi fel. A 8403-as útba beletorkollva ér véget, annak majdnem pontosan a 8. kilométerénél.
Teljes hossza, az országos közutak térképes nyilvántartását szolgáló kira.gov.hu adatbázisa szerint 4,910 kilométer.

## Települések az út mentén
- (Apácatorna)
- Karakószörcsök
- Kerta